# Kenny Cresswell
Kenny Cresswell est un footballeur néo-zélandais, né le 4 juin 1958 à Invercargill. Il évolue au poste de milieu de terrain du milieu des années 1970 à la fin des années 1980.
Il joue au Nelson United AFC avec qui il remporte la Coupe de Nouvelle-Zélande en 1977 et à Gisborne City AFC gagnant avec cette équipe le championnat de Nouvelle-Zélande en 1984 et la Coupe en 197.
Il compte 33 sélections pour deux buts marqués en équipe de Nouvelle-Zélande et dispute la Coupe du monde 1982 avec la sélection néo-zélandaise.

## Biographie
Kenny Cresswell nait le 4 juin 1958 à Invercargill dans la région de Southland. Il rejoint l'équipe première de Nelson United AFC en 1976 et intègre l'équipe de Nouvelle-Zélande junior la même année. Il remporte en 1977 la Coupe de Nouvelle-Zélande et est finaliste de la compétition l'année suivante. Il fait ses débuts internationaux, tout comme son coéquipier Peter Simonsen, le 1er octobre 1978 face à Singapour, les Néo-Zélandais s'imposent sur le score de deux buts à zéro. Il rejoint en 1981 Gisborne City AFC et est sélectionné pour la Coupe du monde 1982,, il dispute les trois rencontres de groupe lors de la compétition.
Avec son club, Kenny Cresswell remporte, en 1984, le championnat de Nouvelle-Zélande. Il termine la même année finaliste de la Coupe. Il connaît sa dernière sélection, le 13 novembre 1987, face aux Samoa, match où les Néo-Zélandais s'imposent sur le score de douze buts à zéro. La même année, avec son club, dont il est le capitaine, il termine vice-champion et remporte pour la deuxième fois la Coupe. Il met un terme à sa carrière l'année suivante et devient alors entraîneur-joueur puis entraîneur dans la région de Southland,.

## Palmarès
- Champion de Nouvelle-Zélande en 1984 avec Gisborne City AFC.
- Vice-champion de Nouvelle-Zélande en 1985 et 1987 avec Gisborne City AFC.
- Vainqueur de la Coupe de Nouvelle-Zélande en 1977 avec Nelson United AFC et en 1987 avec Gisborne City AFC.
- Finaliste de la Coupe de Nouvelle-Zélande en 1978 avec Nelson United AFC et en 1984 avec Gisborne City AFC.
- Finaliste du tournoi Air New Zealand en 1979 avec Nelson United AFC.
- Finaliste du Challenge Trophy en 1981 et 1985 avec Gisborne City AFC.

- 33 sélections pour deux buts inscrits avec la Nouvelle-Zélande